# Luca Ernesto Mellina
Luca Ernesto Mellina, pseudonimo di Sergio Mellina (Bologna, 13 settembre 1932), è un attore teatrale, doppiatore e psichiatra italiano.

## Biografia
Attivo fra gli anni sessanta e gli anni duemila, fu allievo di Pietro Sharoff per la formazione teatrale e di Renato Cominetti per quella radiofonica e di sincronizzazione cinematografica. Molto impegnato come doppiatore, prima per le compagnie O.D.I. e A.R.S., e poi per la SINC Cinematografia di Mimmo Palmara, doppiò, tra gli altri, Rod Steiger in Specchio per le allodole, Dirk Bogarde in C.I.A. Criminal International Agency sezione sterminio e Trevor Howard in Gli anni luce. 
Nel film La fortezza nascosta (1958) di Akira Kurosawa – premiato per la migliore regia al Festival di Berlino del 1959 – Mellina prestò la voce all'attore Kamatari Fujiwara.
Fu anche la prima voce italiana di George [Chicco] Jetson nella nota serie in animazione di Hanna & Barbera I pronipoti.

## Doppiaggio

### Cinema
- Rod Steiger in Specchio per le allodole
- Dirk Bogarde in C.I.A. Criminal International Agency sezione sterminio
- Trevor Howard in Gli anni luce
- Denholm Elliott ne Il missionario
- Michael Riddall in Family Life
- Jean Dasté in La camera verde
- Sam Levene in Dopo l'uomo ombra, L'ombra dell'uomo ombra
- Leslie Howard in La foresta pietrificata
- Claude Rains in Perdutamente tua
- Charles Granval in Boudu salvato dalle acque
- Stig Olin in Prigione
- Seiji Miyaguchi in I sette samurai (ridoppiaggio)
- Kamatari Fujiwara in La fortezza nascosta (ridoppiaggio)
- Eijirō Tōno in La sfida del samurai (ridoppiaggio)
- Kenzo Tabu in Watang! Nel favoloso impero dei mostri
- Hiroshi Tachikawa in Matango il mostro
- Kazuo Kato in Distruggete D.C. 59, da base spaziale a Hong Kong
- Shinichi Yanagisawa in Odissea sulla Terra
- Kon Omura in Kinkong, l'impero dei draghi
- Wei Pingao in The Organization
- Tien Feng in Sex and Zen - Il tappeto da preghiera di carne
- Michael Dunn in Terror! Il castello delle donne maledette
- Salvatore Furnari in Vulcano, figlio di Giove, La rivolta dei gladiatori, La vendetta di Ercole, Ercole alla conquista di Atlantide
- Jimmy Fontana in Io bacio... tu baci

### Televisione
- Eli Wallach in L'onore della famiglia
- Laurence Olivier in Un omicidio programmato
- Gary Grubbs in Per amore e per onore
- Richard A. Dysart in L.A. Law - Avvocati a Los Angeles
- Walter Brennan ne Il grande teatro del West
- Terence Alexander in L'asso della Manica
- Geoffrey Palmer in Butterflies
- Stimpy in Lo show di Ren e Stimpy